# Estación Sunchales
Sunchales es una estación ferroviaria ubicada en la localidad homónima, Departamento Castellanos, provincia de Santa Fe, Argentina.

## Servicios
La estación corresponde al Ferrocarril General Bartolomé Mitre de la red ferroviaria argentina.
Presta servicios de pasajeros a Retiro-Tucumán a cargo de la empresa estatal Trenes Argentinos Operaciones.

## Toponimia
Existe un error, de nomenclatura popular, en las estaciones de ferrocarril del actual Ferrocarril Bartolomé Mitre en el sur de la provincia de Santa Fe, tenían un depósito-clearing importante de mercaderías en flete, en esta estación Sunchales, a 270 km de Rosario. Era un lugar de re-despacho. Y desde sus primeros días en 1887, se escuchaba a despachantes de encomiendas, gritar: - Sunchales, Sunchales -. 
Y asombrosamente, en vez de entender que iban derivadas a la Estación Sunchales, se creía que se refería a la propia Estación sureña. Entonces, se ha perpetuado, frases en fotos de estaciones como la Estación Rosario Norte F.C.C.A. equivocadamente citada como Sunchales. Fue tan trascendente el tránsito de y hacia Sunchales, y la leyenda urbana que en realidad la Estación de FF.CC. Rosario Norte era Sunchales, que la Municipalidad de Rosario decidió honrar tales procesos ingenieriles, de envío de encomiendas, de fines del siglo XIX hasta mediados del siglo XX con la eponimia Parque Sunchales al que se halla entre la Av. Brig. E. López desde Boulevard Oroño hasta Av. Francia.